# Bouton radio

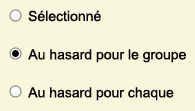
Un ensemble de trois boutons radio

Un bouton radio ou une case d'option (en anglais radio button) est un élément visuel des interfaces graphiques (un widget). Les boutons radio sont toujours utilisés en groupe (donc deux boutons radio au minimum) puisque leur objectif est de permettre à l'utilisateur de choisir une, et une seule, option parmi plusieurs possibles. Graphiquement un bouton radio est représenté par un cercle et est accompagné d'une étiquette, c'est-à-dire un court texte qui décrit le choix qui lui est associé. Si l'utilisateur choisit cette option alors un point apparaît à l'intérieur du cercle pour symboliser le choix, sinon il reste vide.
Lorsque l'utilisateur découvre le groupe de boutons radio, soit l'ensemble des cercles est vide et alors il devra faire son choix, ou bien une option a déjà été présélectionnée (c'est-à-dire qu'un point est déjà présent à l'intérieur d'un cercle). Cette deuxième situation se présente surtout lorsque l'utilisateur doit répondre à une question dont une réponse est plus courante que les autres, cela lui permet ainsi d'aller plus vite et de gagner du temps. Si les boutons radio sont tous vides, l'utilisateur doit faire son choix en cliquant sur le cercle associé à l'option ou si l'interface graphique le permet sur l'étiquette directement. Tant que l'utilisateur ne clique pas sur un élément externe au groupe de boutons radio, comme un bouton de validation, il peut encore revenir sur son choix et cliquer sur un autre bouton radio. Si c'est ce qu'il choisit, le point qui était présent dans le bouton radio associé à l'ancien choix disparaîtra et il réapparaîtra dans le cercle associé au nouveau choix.
Une fois qu'une option a été choisie, il n'est plus possible en revanche de rendre à nouveau tous les cercles vides, tout du moins pas en interagissant uniquement avec les boutons radio. Cette opération est tout de même parfois possible grâce à un élément graphique externe comme un bouton Réinitialiser ou Effacer.
Son principal intérêt est d'afficher l'ensemble des choix et d'être visible en permanence, contrairement à une liste déroulante.

## Origine du nom

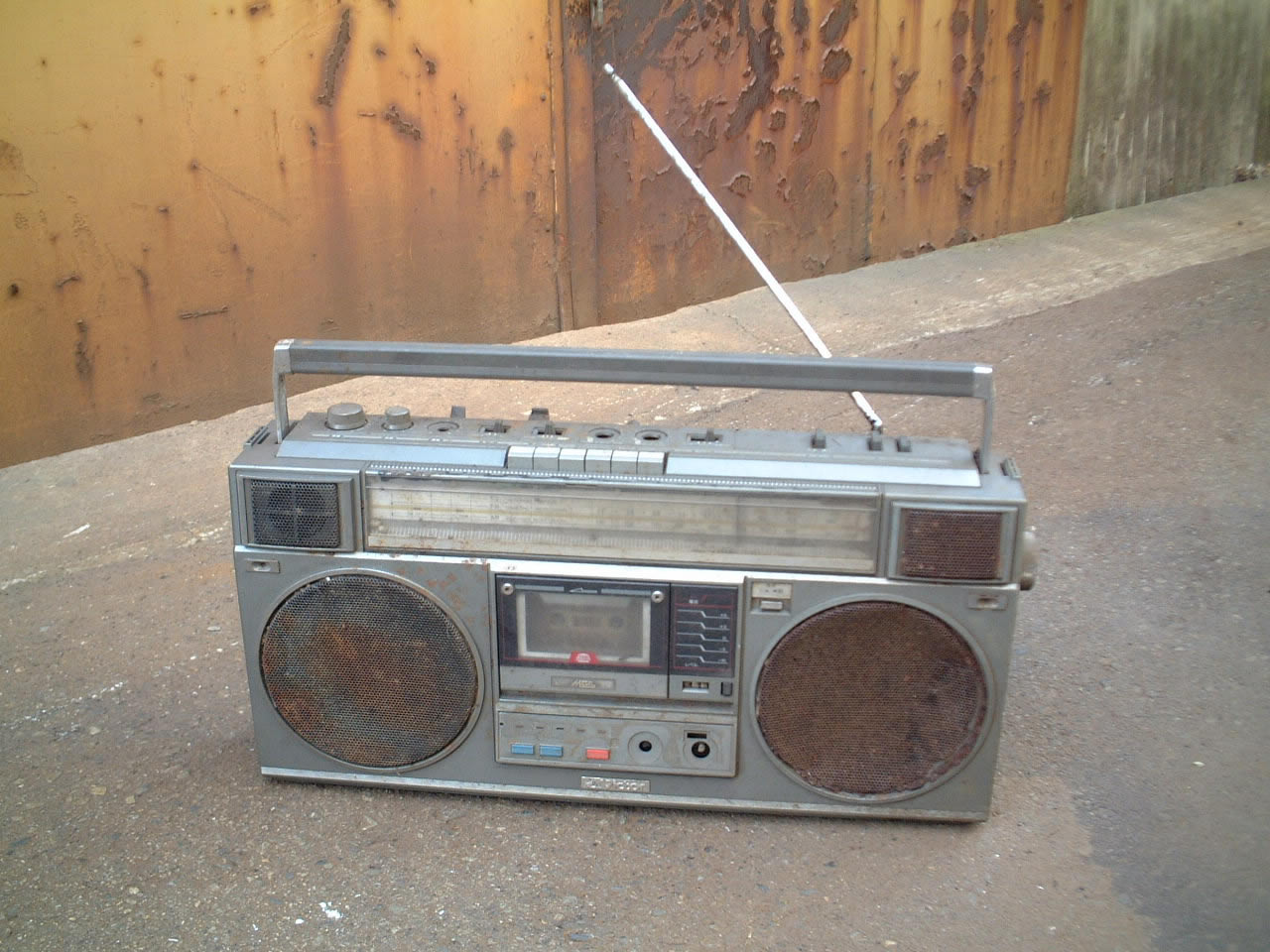
Les boutons radio des interfaces graphiques fonctionnent de la même manière que les boutons de présélection de fréquence d'une radio.

Les boutons radio sont appelés ainsi car ils rappellent les boutons que l'on peut trouver sur les anciennes radios qui permettent de choisir d'écouter une station parmi les différentes fréquences préalablement enregistrées. Comme il n'est possible d'écouter qu'une seule station à la fois, lorsque l'on appuie sur un des boutons, si un autre est déjà enfoncé, alors il se relève.